# Pied Piper Malone
Pied Piper Malone è un film muto del 1924 diretto da Alfred E. Green.
Fu il debutto di Brian Keith. L'attore, che all'epoca aveva solo tre anni, prima di tornare a recitare per il cinema nel 1940, avrebbe girato ancora un film nel 1924 come attore bambino.

## Trama
Crosby accusa falsamente di ubriachezza un marinaio, John Malone, suo rivale in amore. Malone e il capitano della nave, il vero ubriaco, vengono entrambi licenziati. I bambini della città li vendicano e Patty, la ragazza amata, accetta di aspettare John quando questi si imbarca insieme al capitano sulla nave che la sua famiglia ha acquistato per lui e il capitano.

## Produzione
Il film fu prodotto dalla Famous Players-Lasky Corporation con il titolo di lavorazione Uncle Jack. Alcune riprese per le location furono fatte a Georgetown, nel Sud Carolina.

## Distribuzione
Distribuito dalla Paramount Pictures, il film - presentato da Jesse L. Lasky e Adolph Zukor - uscì nelle sale cinematografiche USA il 4 febbraio 1924. Copia della pellicola viene conservata negli archivi della Gosfilmofond.